# Banque Cramer
Die Banque Cramer & Cie SA mit Sitz in Genf ist eine auf die Vermögensverwaltung spezialisierte Schweizer Privatbank. 
Das Unternehmen beschäftigt rund 50 Mitarbeiter und verwaltet 1,3 Milliarden Schweizer Franken Kundenvermögen. Neben ihrem Hauptsitz in Genf verfügt das Bankinstitut über einen weiteren Standort in Lugano. Die Banque Cramer & Cie befindet sich vollständig im Besitz der in Genf ansässigen Norinvest Holding SA, die als zweites Standbein eine Mehrheitsbeteiligung an der Golay-Buchel Holding S.A. hält. 

## Geschichte
Das Unternehmen wurde 1931 durch François Cramer als Vermögensverwaltungsgesellschaft Cramer & Wagnière gegründet und später in Cramer & Cie umbenannt. François Cramer entstammte der seit 1634 in Genf ansässigen Familie Cramer, aus der im Verlaufe der Generationen unter anderem mehrere Bankiers hervorgingen. 
2002 folgte der Zusammenschluss mit der CFN Compagnie Financière Norinvest und die Umwandlung in eine Aktiengesellschaft. Im März 2003 erteilte die Eidgenössische Bankenkommission der Cramer & Cie SA die Bewilligung als Bank.
Zum 1. Januar 2010 wurde die Banque de Patrimoines Privés Genève BPG SA auf die Bank verschmolzen, welche zuvor zu 100 % von der Norinvest Holding SA übernommen wurde.